# 월드 헤비웨이트 챔피언십 (WWE)
월드 헤비웨이트 챔피언십(World Heavyweight Championship)은 WWE의 월드 챔피언 중 하나이며 WWE 챔피언십과 같은 급의 타이틀이다.
레슬매니아 39 이후 드래프트에서 통합 WWE 유니버셜 챔피언이던 로만 레인즈가 스맥다운에 잔류하고, 러는 월드 타이틀에 실종되자, 트리플 H가 현대버젼의 디자인으로 리뉴얼된 빅골드 벨트를 공개하면서 현재의 명칭으로 불리게 된다.
오리지널 빅골드였던 폐지된 기존의 월드 헤비웨이트 챔피언십은 홈페이지에서 월드 헤비웨이트 타이틀로 불리게 된다.

## 역대 타이틀 명칭
| 타이틀 명칭              | 연도         |
| ------------------------ | ------------ |
| 월드 헤비웨이트 챔피언십 | 2023년 5월 ~ |

## 기록들
- 초대 챔피언 : 세스 롤린스
- 최장수 챔피언 : 세스 롤린스 (316일)
- 최단 기간 챔피언 : CM 펑크 (5분 10초)
- 최다 챔피언 :  군터, 세스 롤린스 (2회)
- 최중량급 챔피언 : 드루 매킨타이어 (125kg)
- 최경량급 챔피언 : CM 펑크 (99kg)
- 최고령 챔피언 : CM 펑크 (46세 280일)
- 최연소 챔피언 : 군터 (36세 349일)

## 역대 챔피언
- 세스 롤린스 (초대 챔피언) (현 챔피언)
- 드루 매킨타이어
- 데미안 프리스트
- 군터
- 제이 우소
- CM 펑크

## 같이 보기
- WWE 챔피언십
- WWE 유니버셜 챔피언십
- 월드 헤비웨이트 챔피언십 (WWE, 2002~2013)
- WWE NXT 챔피언십
- WCW 월드 헤비웨이트 챔피언십
- ECW 월드 헤비웨이트 챔피언십
- TNA 월드 챔피언십
- RoH 월드 헤비웨이트 챔피언십
- GFW 글로벌 챔피언십
- AEW 월드 챔피언십